# Вёльферсхайм
Вёльферсхайм (нем. Wölfersheim) — община в Германии, в земле Гессен. Подчиняется административному округу Дармштадт. Входит в состав района Веттерау.  Население составляет 9783 человека (на 31 декабря 2010 года). Занимает площадь 43,15 км².
Община подразделяется на 5 сельских округов.